# Hyperchiria plicata
Hyperchiria plicata är en fjärilsart som beskrevs av Herrich-Schäffer 1856. Hyperchiria plicata ingår i släktet Hyperchiria och familjen påfågelsspinnare. Inga underarter finns listade i Catalogue of Life.